# Lundebjerg Herred
Lundebjerg Herred (tysk Lundenbergharde) var et herred i det sydlige Nordfrisland i Sydslesvig. Herredet omfattede geografisk store dele af de nuværende halvøer Nordstrand og Ejdersted.
Lundebjerg Herred er nævnt i Kong Valdemars Jordebog fra 1231 som Lundæbyarghæreth sat til 12 mark rent sølv.
Ved stormfloden i 1362 (den store manddrukning) blev herredet delt i en sydlig og nordlig del. I 1593 blev resterne af herredet lagt til Edoms Herred. De nord for Heverstrømmen liggende byer skiftede til Edoms Herred og sank i havet ved stormfloden 1634. Også den syd for Heverstrømmen liggende by Lundebjerg blev offer for bølgerne. Landsbyen Simonsberg sydvest for Husum findes derimod stadig.
Herrederne på Strand blev også kaldt Femherrederne eller Strandherrederne og tilhørte de frisiske Utlande.